# آمبروجو والاده
آمبروجو والاده (انگلیسی: Ambrogio Valadè؛ ۲۸ ژوئن ۱۹۳۷ – ۱۴ سپتامبر ۲۰۰۷) بازیکن فوتبال اهل ایتالیا بود.
از باشگاه‌هایی که در آن بازی کرده‌است می‌توان به باشگاه فوتبال اینتر میلان، باشگاه فوتبال پالرمو، باشگاه فوتبال اسپال، و باشگاه فوتبال فوجا اشاره کرد.